# Luigi Capuzzo
Luigi Capuzzo (Anguillara Veneta, 1º aprile 1958) è un allenatore di calcio ed ex calciatore italiano, di ruolo attaccante.

## Carriera

### Giocatore

#### Club
Prodotto del vivaio del Padova, nel 1974 passa alla Juventus per la somma di cento milioni di lire. Nella stagione 1976-1977 viene incluso nella rosa della prima squadra e colleziona coi bianconeri tre presenze in Coppa Italia, tre panchine in Coppa UEFA e una panchina in Serie A.

Capuzzo con la squadra Primavera della Juventus a metà degli anni 70

Nel 1977 la Juventus lo inserisce, insieme ad Alberto Marchetti, come contropartita nell'affare che porta Virdis dal Cagliari ai bianconeri. Nel campionato cadetto disputa 18 partite con 4 reti, e nella stagione successiva si trasferisce alla Pistoiese, sempre in Serie B. Con gli arancioni gioca da titolare, realizzando 9 reti e contribuendo al quarto posto finale; inoltre partecipa al Torneo di Viareggio e raggiunge il terzo posto realizzando una doppietta nella finalina giocata contro la Juventus.
Nelle annate successive gioca nel Verona e nella SPAL, entrambe in Serie B, senza lasciare il segno sul piano realizzativo. Nel 1983, dopo 136 presenze complessive e 10 reti fra i cadetti, scende di due categorie, acquistato dal Venezia in Serie C2: vi rimane per quattro stagioni senza conseguire la promozione in C1. Dopo un'annata al Trento, in C1, nel 1988 scende in Interregionale, nelle file del Caerano: realizza 16 reti, conquistando il titolo di capocannoniere del girone e conducendo la squadra al secondo posto dietro al Cittadella. Chiude la carriera con una stagione nel Treviso, una alla Pievigina, entrambe in Serie C2, e una al Bassano Virtus in Interregionale nel 1991-1992.

#### Nazionale
Convocato nelle nazionali giovanili, nel 1977 prende parte alla prima edizione del Campionato mondiale di calcio Under-20 segnando contro la Costa d'Avorio l'unica rete realizzata dagli azzurri nel torneo.

### Allenatore
Allena le giovanili del Padova prima di esordire sulla panchina di una prima squadra guidando il Giorgione, in Serie C2, tra il 1995 e il 1998, con una parentesi al Fiorenzuola (Serie C1) dove viene esonerato dopo poche giornate. In seguito allena tra i dilettanti, al Taranto (nuovamente esonerato) e poi nel Triveneto, con l'eccezione di una stagione in Serie C2 al Castel di Sangro.
Dal 2010 al 2013 è stato maestro della tecnica nel settore giovanile del San Paolo Padova prima e Padova poi.
Dal 2013 al 2014 ha allenato la formazione Primavera del Cittadella. Il 22 luglio 2014 il suo posto viene preso da Giulio Giacomin, già vice allenatore del Cittadella.
Nell'agosto 2014 diventa l'allenatore della Sambonifacese, nel campionato di Eccellenza. L'8 novembre, risolve consensualmente il rapporto con la società, per via dei problemi economici legati alla società stessa.
Da marzo a giugno 2019 assume la guida dell'Under 17 del Padova.
Nell'estate 2022 diviene il nuovo DS dell'Abano, nel torneo di Promozione Veneta. Carica che ricopre sino al 1º marzo seguente, quando dopo l'esonero di Carlo Perrone, gli viene affidata la guida della prima squadra.

## Palmarès

### Giocatore

#### Club

##### Competizioni nazionali
- Campionato italiano: 1

Juventus: 1976-1977
- Campionato Interregionale: 1

Venezia: 1982-1983

##### Competizioni internazionali
- Coppa UEFA: 1

Juventus: 1976-1977